# 聚焦超聲基金會
聚焦超聲基金會 （英語：Focused Ultrasound Foundation，简称) 是位於美國維吉尼亞州夏洛茨維爾的 501(c)(3) 非營利組織，致力於推廣使用影像導引的聚焦超聲波。基金會的經費主要來自慈善捐款。

## 歷史
基金會成立於 2005 年 1 月 3 日，並於同年 11 月獲得慈善機構資格。2005 年 10 月，基金會在哈佛大學醫學院舉辦了第五屆超聲波治療國際研討會，這也是有史以來最大型的超聲波治療專家會議。 根據基金會的章程，它以非法人協會的形式運作。 
基金會前身為聚焦超聲研究基金會 (Foundation for Focused Ultrasound Research) 和聚焦超聲手術基金會 (Focused Ultrasound Surgery Foundation)。
2019 年 12 月，巴黎醫學物理學中心 (Physics for Medicine Paris) 正式啟用，成為專注於治療心血管疾病和神經系統疾病的基金會指定卓越中心。
2020年9月，國家兒童醫院 (美國)成為第一家被基金會指定為卓越中心的兒科醫院，幫助特定類型兒科腫瘤的患者。
2022 年 5 月是新寧健康科學中心 進行無手術刀腦外科手術的十週年紀念。截至2016 年，他們是加拿大唯一一個獲基金會指定的中心。

## 活動
基金會編輯並報導與聚焦超聲波治療及診斷相關的網路新聞，組織並協助與聚焦超聲波診斷和治療相關的座談會、討論會和會議，以及與學生相關的研究計畫。高強度聚焦超聲波（HIFU）是該會的一個主要關注點。基金會透過書面和口頭溝通，促進臨床和研究團體之間的合作。 
聚焦超聲波基金會為高中生和大學生提供研究員計畫，讓他們與基金會的醫療和研究團隊合作。 他們經常與維吉尼亞大學和路易斯安那澤維爾大學合作，幫助學生開展他們的職業生涯。

## 資金與媒體
FUSF受到關注的部分原因是《腫瘤》這本由法律驚險小說作家約翰·基斯咸 (John Grisham) 在 2015 年出版的短篇小說。它講述一位在未來世界的神經膠質瘤病人從聚焦超聲波治療中獲益的故事。基斯咸免費發行這本書，以提高人們對這種療法和基金會的認知。他在提到這本書和聚焦超聲基金會時表示：
「這是我寫過最重要的書。沒有甚麼比這個更有可能拯救這麼多生命的了。」
2018 年，弗吉尼亞州前州長 拉爾夫·諾瑟姆 (Ralph Northam) 拜訪基金會，討論州政府對該技術的資助。在諾瑟姆的前任領導下，基金會獲得了 1,100 萬美元的州政府資助。諾瑟姆承諾他將繼續提供支援，同時也會投資教育以吸引更多的科學家。
聚焦超聲波基金會因資助超聲波治療技術的研究而獲得英國國家地理的認可，此項技術有可能改變危及生命的疾病和難以治療的病症的治療方式。 

## 延伸閱讀
- Wolfe, Josh.  [聚焦超音波的革命性前景]. Forbes. 10 Feb 2017  [13 Apr 2025]. This is an early stage technology ... has the potential to improve the quality of life and longevity and decrease the cost of care for millions of people around the world. Every day that goes by that the technology's not available translates into unnecessary death and disability and suffering for countless people.（2017年基金會主席跟福布斯雜誌做的專訪）

## 外部連結
- 官方网站